# استیون ساوت
استیون ساوت (انگلیسی: Stephen South؛ زادهٔ ۱۹ فوریهٔ ۱۹۵۲ در هرو، میدلسکس) رانندهٔ سابق مسابقات اتومبیل‌رانی اهل بریتانیا در قاره اوپار است که در فصل ۱۹۸۰ در مجموع در یک گراند پری از مسابقات جهانی فرمول یک شرکت کرد، اما موفق به کسب هیچ امتیازی نشد.